# La Oreja de Van Gogh
La Oreja de Van Gogh je španělská popová skupina, která pochází ze San Sebastiánu (baskicky Donostia) v Baskicku. Hudebně se vyznačuje výraznou melodičností a poetickými texty. Autory většiny písniček jsou Pablo Benegas a Xabi San Martín, ale za doby svého působení v kapele zanechala autorskou stopu i zpěvačka Amaia Montero.